# Ильяшенко, Александр Сергеевич
Алекса́ндр Серге́евич Ильяше́нко (род. 24 мая 1949, Москва) — протоиерей Русской православной церкви. Младший брат математика Юлия Ильяшенко. Настоятель храма Всемилостивого Спаса бывшего Скорбященского монастыря. Сотрудник сектора Синодального Отдела по взаимодействию с вооруженными силами и правоохранительными учреждениями. Директор и председатель редакционного совета портала «Православие и мир» (2004—2019).

## Биография
В 1972 году окончил факультет «Двигатели летательных аппаратов» Московского авиационного института. В течение многих лет работал в Институте атомной энергии имени Курчатова. Занимался нейтронно-физическим расчётом ядерных реакторов.
В 1995 году окончил богословско-пастырский факультет Православного Свято-Тихоновского богословского института. Рукоположён в сан диакона; служил в храме преподобного Сергия в Высоко-Петровском монастыре.
9 октября 1995 года рукоположён в сан священника.
В январе 2004 года вместе с прихожанами своего храма Анатолием Даниловым и Анной Любимовой основал сайт «Православие и мир».
К празднику Святой Пасхи 2004 года за «усердное служение Церкви Божией» патриархом Московским и всея Руси Алексием II награждён правом ношения наперсного креста.
4 декабря 2007 года в Успенском соборе Московского Кремля патриархом Алексием II возведён в сан протоиерея «за усердное служение Церкви Божией, преподавательскую и миссионерскую деятельность в Православном Свято-Тихоновском богословском университете и в связи с 15-летием университета».
24 июня 2015 года патриархом Московским и всея Руси Кириллом награждён медалью ордена Святого Равноапостольного князя Владимира в связи с 20-летием служения в сане пресвитера.
11 июля 2019 года заявил о своём несогласии с политикой редакции портала «Православие и мир», назвав её «подчас не церковной и не православной», и о выходе из её состава: «В последние несколько лет, вопреки моим неоднократным возражениям, на сайте стали регулярно появляться материалы, недопустимые на православном ресурсе. Очевидно, главный редактор и возглавляемая им редакция руководствуются далеко не всегда согласными с моими принципами». В интервью Снобу он отметил: «На портал часто попадали материалы авторов, которые страдают от нетрадиционной сексуальной ориентации. Подчеркну: эти люди не были штатными сотрудниками „Правмира“, однако размещать их публикации на православном ресурсе просто недопустимо. Это, разумеется, ошибка редакции, которая не проявила достаточной бдительности и повела себя крайне непрофессионально». По словам Ильяшенко, он не раз обращался к руководству редакции с просьбами отдать ему на проверку материалы, касающиеся истории РПЦ и имеющие вероучительный характер, однако их ему не показывали до публикации. В беседе с протоиереем Димитрием Смирновым 17 июля 2019 года признался, что «уже несколько лет практически не читал» сайт.

## Семья
Супруга, матушка Мария, происходит из священнического рода. Её дед — священник Владимир Амбарцумов — новомученик, в 1937 году был расстрелян за веру.
В семье отца Александра и матушки Марии 12 детей: Татьяна, Филипп, Иван, Варвара (умерла в октябре 2016 года от онкологического заболевания), Александра, Даниил, Владимир, Екатерина и Мария (близнецы), Николай, Сергей, Ольга. Двое из них (сын иерей Филипп и дочь Варвара) — преподаватели ПСТГУ (истории и английского языка соответственно).

## Публикации
книги
- Венцы царские, венцы крестные. Семья в современном мире. — М.: Даниловский благовестник, 2000. — 96 с. — (За советом к батюшке). — ISBN 5-89101-074-7.
- Как найти семейное счастье. — М.: Даниловский благовестник, 2001. — 190 с.
- Дух века сего. Ещё раз об экуменизме. — М.: Сестричество во имя святителя Игнатия Ставропольского, 2002. — 27 с.
- О профессиональных обязанностях и человеческих правах. Выпуск 2 (2000—2005). — М.: Московский Патриархат. Церковно-общественный совет по биомедицинской этике, 2006. — 78 с.
- С чего начинается счастье. — М.: Издательский Совет Русской Православной Церкви, 2008. — 176 с. — ISBN 978-5-94625-283-6. (в соавторстве с Т. Шипошиной).
- Большая семья – большие надежды. Демография и нравственность. — Спасское братство, 2008. — 272 с. — ISBN 978-5-90474-04-3.
- Кризис в семье. Что угрожает семейному счастью. — М.: Изд-во Московской Патриархии, 2011. — 144 с.
- Исповедь, или как подготовить детей к таинству Покаяния. — М.: Издательство Московской Патриархии Русской Православной Церкви, 2017. — 128 с. — ISBN 978-5-88017-639-7.
- «И равен был неравный спор». Вторжение Наполеона в Россию и гибель Великой армии. — СПб.: Алетейя, 2020. — 238 с. — ISBN 978-5-907115-69-9.

статьи
- «Та, чьи взоры непреклонны» // Духовно-нравственное воспитание. — 2005. — № 1. — С. 75-77.
- «Обойтись без компьютера нельзя, но стремиться к этому нужно» // Фома. — 2005. — № 2. — С. 30-33.
- Как строить семейные отношения // ЖМП. — 2009. — № 8. — С. 69-77
- Кричи, если хочешь простить // Логос. Дайджест. — 2011. — С. 8-12.
- Об оценке количества заключенных и смертности в ГУЛАГе // Экономическая история: обозрение. Вып. 15 / под ред. Л. И. Бородкина. — М.: Изд-во МГУ, 2011. — С. 107—123.